# Бонд У. (лунный кратер)
Кратер Бонд У. (лат. W. Bond), не путать с кратером Бонд Дж. (лат. G. Bond) — гигантский ударный кратер, расположенный на севере от Моря Холода на видимой стороне Луны. Название дано в честь американского астронома Уильяма Крэнча Бонда (1789—1859) и утверждено Международным астрономическим союзом в 1935 г. Образование кратера относится к донектарскому периоду. 

## Описание кратера

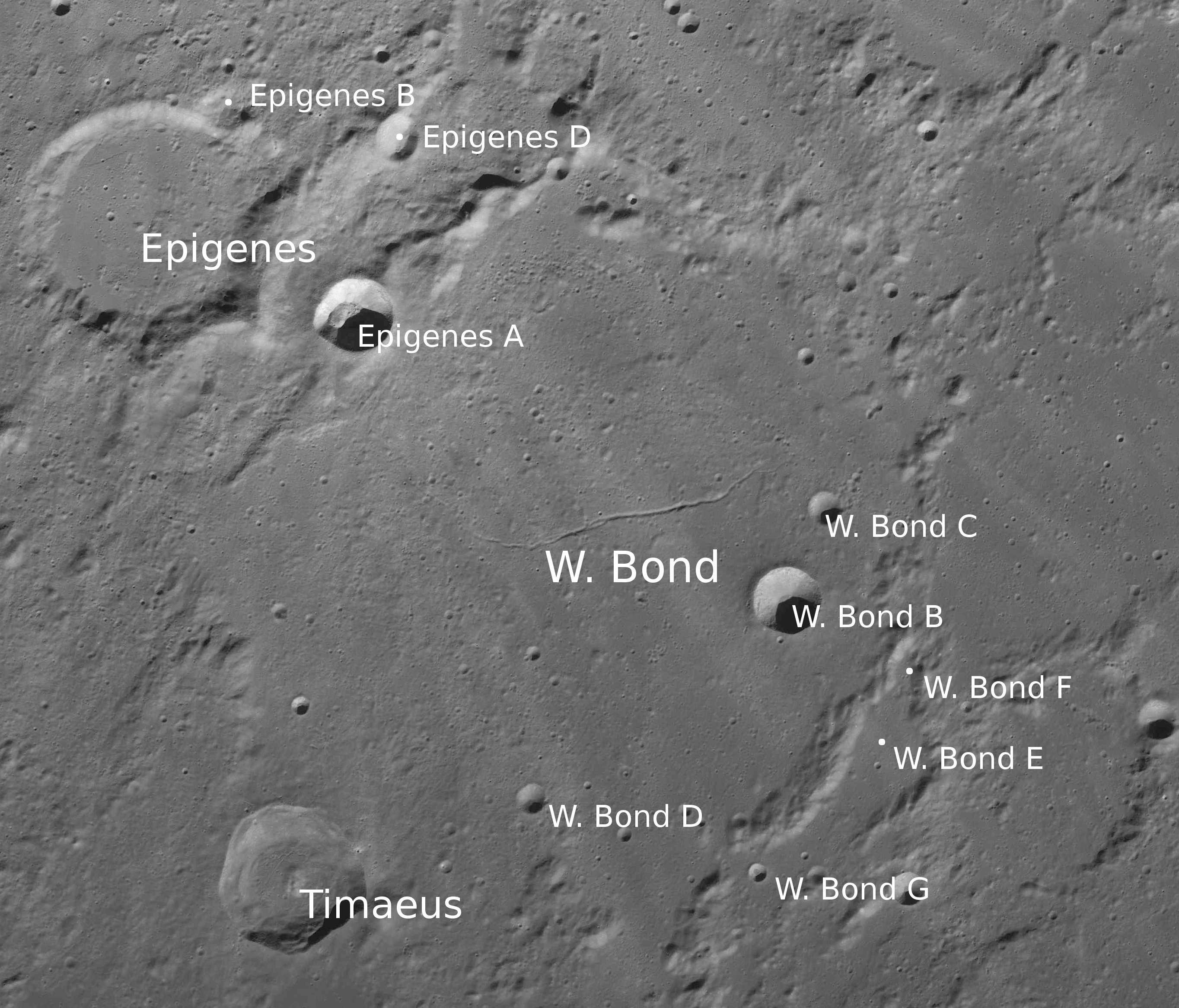
Окрестности кратера Бонд У. Снимок зонда Lunar Reconnaissance Orbiter.

Ближайшими соседями кратера являются крупный кратер Бирмингем на западе; древний кратер Эпиген на северо-западе; древний кратер Барроу на севере; кратер Архит на юге и кратер Тимей перекрывающий юго-западную часть его вала. Селенографические координаты центра кратера 65°25′ с. ш. 3°31′ в. д. / 65,41° с. ш. 3,52° в. д., диаметр 170,5 км, глубина 1,89 км.
Кратер сильно разрушен за время своего существования, вал кратера превратился в кольцо холмов и пиков. Наиболее высокие пики находятся в северо-западной части вала разделенной пополам сателлитным кратером Эпиген А. Кроме северо-западной части вала наиболее сохранилась юго-восточная часть. Наибольшая высота вала над окружающей местностью составляет 1770 м. Дно чаши кратера сравнительно ровное, имеются отдельные пересеченные участки в северной части. В центре чаши находится узкая борозда устремляющаяся в направлении восточной части вала.

## Сателлитные кратеры

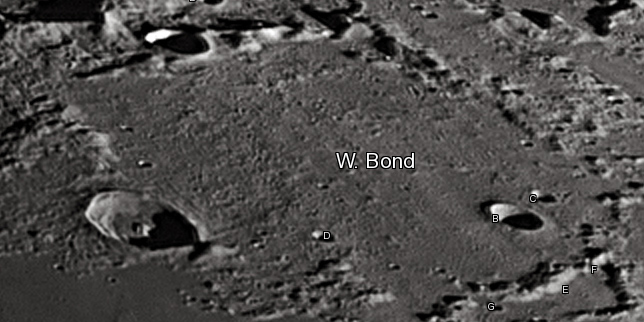
Снимок Девида Кемпбелла.

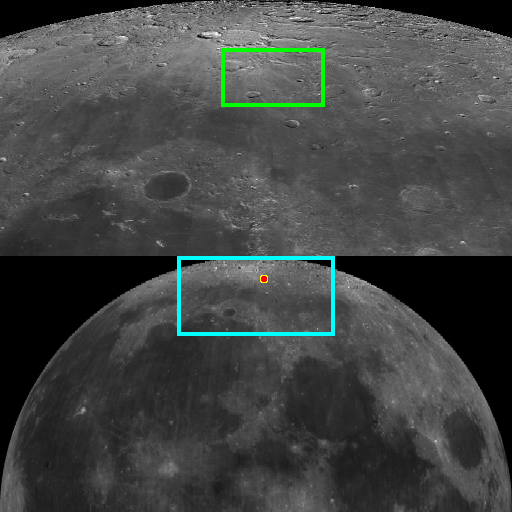
Месторасположение кратера

| Бонд У. | Координаты                                          | Диаметр, км |
| ------- | --------------------------------------------------- | ----------- |
| B       | 65°02′ с. ш. 7°31′ в. д. / 65,03° с. ш. 7,51° в. д. | 15,2        |
| C       | 65°41′ с. ш. 8°15′ в. д. / 65,69° с. ш. 8,25° в. д. | 7,4         |
| D       | 63°36′ с. ш. 3°13′ в. д. / 63,6° с. ш. 3,21° в. д.  | 6,8         |
| E       | 63°48′ с. ш. 8°58′ в. д. / 63,8° с. ш. 8,96° в. д.  | 24,9        |
| F       | 64°27′ с. ш. 9°28′ в. д. / 64,45° с. ш. 9,46° в. д. | 9,0         |
| G       | 63°04′ с. ш. 6°52′ в. д. / 63,07° с. ш. 6,86° в. д. | 4,0         |